# Roi Xordo
Roi Xordo fue un hidalgo medieval de la tierra de la casa de Andrade, que en 1431 lideró la Hermandad Fusquenlla en su revuelta contra el señor Nuño Freire de Andrade, el Malo, en la que sería la primera revuelta irmandiña.

## Trayectoria
Poco se sabe de Roi Xordo. Podría ser de Ferrol, aunque también se defiende que era coruñés. Lideró una fuerza de 3.000 hombres que tomó el castillo de Moeche, y después atacó otras fortalezas en Puentedeume, Monforte de Lemos y Santiago de Compostela hasta su supuesta muerte en combate en Puentedeume en 1437, cuando fue derrotada la irmandade.